# 仮面ライダーキバの登場仮面ライダー
仮面ライダーキバの登場仮面ライダー（かめんライダーキバのとうじょうかめんライダー）では、特撮テレビドラマ『仮面ライダーキバ』、およびその関連作品に登場する「仮面ライダー」について記述する。
劇場版のゲスト仮面ライダーについては各作品の項目を参照。

## 共通装備
フエッスル
『仮面ライダーキバ』に登場する仮面ライダーたちが使用する召喚・覚醒笛。劇中では、キバ・イクサ・ダークキバ・サガが使用したほか、劇場版に登場するレイやアークも使用した。
- 主人公がヴァンパイアライダーとなったことで、相棒である変身ベルトのモチーフはコウモリに決定し、「噛んで変身する」というコンセプトもすんなりと成立した。しかし「コウモリベルトが噛む対象は何か」という問題が解決せず、「ガムを噛む」「トマトジュースを飲む」といった様々な案が検討された。試行錯誤の末にスタッフがたどり着いたのは、噛むのではなく「口にくわえる」という発想で、作品のキーアイテムは笛をモチーフとした「フエッスル」となった。

## 仮面ライダーキバ
人間とファンガイアの間に生まれた紅渡が、キバットバットIII世の力を借りてキバの鎧をまとった姿。
真の姿は「黄金のキバ」とも呼ばれるエンペラーキバの鎧で、ファンガイア族の王室技巧匠であるナイトとポーンがキングのために造り出した3番目の鎧である。先に造られたダークキバの鎧とほぼ同等のパワーを有するが、ダークキバがいつ力を暴発させるかもしれない危険性をはらんでいるのに対し、エンペラーキバは体の要所をカテナ（鎖）で拘束することにより力を抑えた状態を保つことができるように改良されている。
- 以前から「牙」という名称は候補として挙がっており、本作品のタイトルとなることになったが、前作『電王』の劇場版『劇場版 仮面ライダー電王 俺、誕生!』で「牙王」という名称のライダーが登場したため、カタカナで「キバ」となった[4]。

### コンセプト
2007年春、放映中の『仮面ライダー電王』では主人公に味方する怪人「イマジン」が視聴者から絶大な人気を集めており、次回作の構想を練っていた企画チームにとっても無視できない存在となっていた。しかし平成仮面ライダーシリーズは毎年世界観を一新することを命題とするため、『電王』の手法をそのまま踏襲することは避けられ、着ぐるみではなく変身ベルトにキャラクター性を与えて「しゃべるベルト」とすることが提唱された。しゃべるベルトという構想そのものは2001年放送の『仮面ライダーアギト』の時点ですでに発案されていたものの、声優の選定に際しては作品内容とシンクロすることが求められる一方で、ストーリーが固まってキャラクターの概要が見えてくる放映開始2 - 3か月前まで待っていては玩具開発が間に合わなくなるため、それまで実現したことはなかった。また、しゃべるベルトは仮面ライダーのクールな世界観にそぐわないという反対意見もあった。だがイマジン人気の高さを目の当たりにした制作スタッフたちは、『電王』の後番組なのだからしゃべっても良い、むしろしゃべらないと面白くないのではないかと考え、変身ベルトを主人公の相棒キャラクターとするコンセプトを採用した。
キャラクターのモチーフの選定にも『電王』のにぎやかな作風が意識され、大勢のキャラクターが出せる素材として「西洋妖怪軍団」が発案された。プレックスの阿部統によれば、2007年の『ゲゲゲの鬼太郎』のヒットも、この案の後押しとなったという。主人公は西洋妖怪の中でも高貴で下僕を従えているイメージのある吸血鬼（ヴァンパイア）とすることに決まり、「ヴァンパイアと人間双方の血を引く主人公が、同族であるヴァンパイアを殺さねばならない宿命を負う」という物語の原型ができあがった。
また変身ベルトだけでなく、主人公が扱う剣や銃などの武器にもキャラクター性を付与し、人型の彫像に変形して会話を行うというアイディアが採用された。主人公は怪人の力が宿った彫像武器を手にすることで、その力を取り込んでフォームチェンジを行い、武器と会話しながら戦うのである。ところが『電王』に登場した剣「デンカメンソード」が、それを通じてイマジンたちと会話ができるという物だったので、差別化のために「武器との会話」というコンセプトは廃案となった。フォームチェンジも若干の軌道修正を求められ、ボディの一部が変化した左右非対称のデザインとなった。阿部統は「本来ならば武器に宿ったモンスターの力に支配されそうなところを、主人公自身の力で押しとどめている状態をビジュアルで見せている」という主旨のことを語っている。

### キバフォーム
エンペラーキバの鎧の力を抑制し、キバの鎧として用いる通常時の姿。格闘技を駆使して戦い、鉄棒などに足を引っ掛けて逆さ吊りの状態で攻撃を仕掛けることもある。
キバットバットIII世が渡の手にアクティブファングを突き立て、体内にアクティブフォースを注入すると、渡の中に眠る魔皇力が活性化されて顔にステンドグラス状の模様が浮かぶ。その後、腰に出現したキバックルのパワールース（止まり木）にキバットが掴まり収まることで、次いで出現した鎧を身にまとうことで変身が完了する。
テレビシリーズ最終話で、22年後の未来からやってきた渡の息子である正夫は、キバットバットIV世の力を借りてこの姿に変身していた。
インナースーツドランメイルは黒龍ガオーラ・ドランの革でできており、その上を魔皇力の流動経路ブラッドベッセルが走る。両肩は拘束具プテラ・プレートによって抑え込まれており、力を増幅しすぎて自滅しないようにしている。胸のブラッディ・ラングは魔皇力を蓄積するための力の貯蔵庫で、膨大な量の魔皇力によって真紅に染め上げられている。首元には悪魔の顔をかたどった飾りダークネス・チョーカーを掛けている。
仮面キバ・ペルソナの一部をなす複眼オムニレンズの色は黄色。額には魔皇石（碧）がはめ込まれており、周囲をガーディアンクラウンというプレートに保護されている。
右足はトライシルバニア銀製の拘束具ヘルズゲートによって封印されている。その内部にある赤いプレート、デモンズ・マウントに固定されているのは、金色の経路ゴルディ・ベッセルによって結ばれた3つの魔皇石「宙（）」「水」「地」であり、3つの石を経過することで魔皇力はもとの8倍以上に強化される。なお、左足にはバランサー・アンクレットを装備することで左右の均衡を保っている。
- 前年の仮面ライダー電王との差別化のため、デザインは手袋やブーツなどのパーツが目立たないような繊細で生物的な方向を目指し、コウモリの翼、血管、鎖というキーワードでまとめられた[2]。耽美で高貴なイメージを出すため、キバフォームの赤いブラッディラングは大きくはだけた胸元を意識しており、ダークネス・チョーカーからは鎖骨をモチーフとした突起が伸びている[2][注釈 1]。また、主役仮面ライダーにしては珍しく指先がとがっているが、これもヴァンパイアという怪物イメージに基づいている[2]。
- マスク部分のデザインは、光り輝く月と翼を広げたコウモリを模したオムニレンズが目を引くが、石森プロの早瀬マサトによれば、この複眼の形状は『仮面ライダー』に登場したゲルショッカー戦闘員の覆面を参考にしているという[13][注釈 2]。早瀬はこのほかにも兄弟子である永井豪の影響も多かったといい、目の黒い縁は『デビルマン』の不動明がアモンに憑依された際のイメージとなっているという[12]。また、額の魔皇石は仮面ライダー旧1号の変身ベルトの飾りボタンとまったく同じものが用いられており、「これをキバのマスクに埋め込むときは、石ノ森章太郎先生の魂を植え付けているような気持ちになりました」と早瀬は述べている[12][7]。
- 魔族ということから黒にはこだわっており、目の周囲の艶有りの黒、頭部の艶無しの黒、鼻に空気取り用に彫られた穴として漆黒に見えるV字の溝と3種類の異なる黒が用いられている[12]。これは、『仮面ライダーカブト』で顔のセンターラインに沿ってあけられた穴がアップの際にばれてしまったことからハイビジョン対策としてデザインに盛り込まれることとなった[12]。
- ポージングは羽根を広げたコウモリのようにしている[14]。

フエッスル
キバが腰に巻くキバットベルト両サイドのフエッスロットに装備された召喚・覚醒笛。結晶石ムーンクリスタルで作られており、キバット以外は吹き鳴らすことができない。
ウエイクアップフエッスル
右腰にある、必殺技ダークネスムーンブレイクを発動する赤のフエッスル。別名「禁断の笛」と呼ばれ、カテナを断ち切る。
- 形状は解放されたヘルズゲートを模している。

ドランフエッスル
右腰にある、キャッスルドランを召喚する茶色のフエッスル。
- 側面の模様は建物のイメージで、古代ローマ遺跡のような4本の柱を描いている。

ブロンフエッスル
右腰にある、魔像ブロンを召喚する金色のフエッスル。
- 側面の模様は車輪を描いている。

ガルルフエッスル
左腰にある、ガルルセイバーを召喚する水色のフエッスル。
- 側面にはウルフェン族の紋章が描かれている。

バッシャーフエッスル
左腰にある、バッシャーマグナムを召喚する緑色のフエッスル。
- 側面にはマーマン族の紋章が描かれている。

ドッガフエッスル
左腰にある、ドッガハンマーを召喚する紫色のフエッスル。
- 側面にはフランケン族の紋章が描かれている。

必殺技
ダークネスムーンブレイク
キバットがウエイクアップフエッスルを吹き鳴らすことで発動する。周囲を闇夜に包み込み、ヘルズゲートを解放した右脚を大きく振り上げて、左足でジャンプした後に急降下しながら跳び蹴りを叩き込んで敵に最大限に増幅された魔皇力を流し込む。命中すると敵や周りの壁などにキバの紋章が刻まれる。破壊力は30トン。
- 足を上げる動作は、監督の田﨑のアイデアで「大リーグボール2号」の動きをイメージしている。

### ガルルフォーム
ウルフェン族のガルルの力を得て変身する魔獣形態。キバフォームよりスピードが向上しており、高い防御力や自己治癒能力も備わっている。ガルルの力は月の満ち欠けによって変化するため、満月の夜に最大の力を発揮できる。
フォームチェンジしてもキバの人格は渡のままだが、その性格や思考にはガルルの影響が及ぶ。モスファンガイアに父である紅音也の素行を責め立てられた際の渡は、キバに変身こそしたものの動揺のあまり満足に戦うことができずにいた。しかしガルルフォームに変身した途端、弱気になっていた渡は攻撃的になり、戦況を覆した。
キバフォームの状態でガルルフエッスルをキバットバットIII世に吹かせると、ガルル彫像態がキャッスルドランから射出される。キバが手にした彫像態はガルルセイバーに変形し、それと同時にキバの左腕と胸部が変化する。最後にキバットの目とキバの複眼が青くなって変身完了となる。なお対ライオンファンガイア戦では、キバットが渡の手を噛んだ直後にガルルフエッスルをくわえ、キバックルに収まるのと同時に吹き鳴らすことでガルルフォームに直接変身していた。
ガルルフォームの左腕ワイルドアームは青い装甲ガルルシールドに覆われており、腕力はキバフォームから低下しているものの、剣の扱いに特化した筋肉のつくりとなっている。左肩はガルルの獣毛の性質を持つ防具ウルフェンショルダーによって守られている。左の腕輪にはめ込まれた石は魔皇石（蒼）へと変化しており、ガルルの力の暴発を防ぐとともに、キバがガルルに取り込まれないようにする護符として機能する。胸部ウルフェンラングは、ガルルセイバーから得た力をエネルギーに転換する役割を担っている。またガルルのエレメントの影響によって青く変色したキバットバットIII世のキバットスコープはコバルトアイ、キバのオムニレンズはコバルトレンズと呼ばれる。
- 初期デザインは毛を生やすなど挑戦的なものだったが採用されなかったので、ガルルセイバーからディテールをフィードバックする形でまとめられた[19]。
- ポージングは足を開いて腰を低くしている[14]。

ツール
ガルルセイバー
ウルフェン族のガルルがメタモルフォーゼした魔獣剣。キバットバットIII世がガルルフエッスルを吹くことで彫像態の姿でキャッスルドランから射出され、キバが手にすると剣型に変形し、同時にキバをガルルフォームへと変身させる。月の満ち欠けで切れ味が変化し、「満月では一振りで山を真っ二つに切り裂く」と言われている。
なお彫像態とは、射出時にかかる強い衝撃に耐えるための防御形態である。ガルルたちアームズモンスターは、1986年に仮面ライダーダークキバによって封印され、強制的に彫像態に変えられてしまっていた。しかし音也によって封印を解かれた後は、自らの意思で姿を変えられるようになったと思われる。
第17話では仮面ライダーイクサがガルルフェイクフエッスルを使用したために奪われてしまった。
刃ウルフェンブレードはガルルの牙が変化した物で、分厚い鉄板すら苦もなく切り裂ける。鍔は狼の頭部の形状になっており、後頭部のウルフェンヘアードシールドは、ガルルの体毛が硬質に変化した小型の盾である。また狼の顎ワイルドジョーは噛みつき攻撃を行うほか、口腔部の奥にある音波砲ハウリングショックから放つ咆哮で敵を吹き飛ばす。持ち手ワイルドグリップにはガルルの青い血が流れる管ブラッドベッセルが走り、柄頭には満月と三日月をあしらったウルフェン族の紋章であるウルフェンの刻印が飾られている。
エンペラーフォームがガルルフィーバーを発動した際には剣型でキバの手元に出現し、ワイルドグリップの先端にタツロットを接続することでパワーが3倍に強化される。
- ガルルセイバー彫像態は、3つの武器の中で最初にデザインされたため、完成までには試行錯誤を経ている。初期案にあった足は消された一方で、腕まで消すと狼男に見えなくなることから、変形の邪魔にならないように腕組みした姿勢で残された。ウルフェンブレードの形状がしなっているのは、狼の尻尾をイメージしている。

必殺技
ガルル・ハウリングスラッシュ
キバットバットIII世がガルルセイバーに噛みついてアクティブフォースを注入するガルルバイトを行うことによって発動する。
切れ味が数十倍に強化されたガルルセイバーを口にくわえて跳び上がり、急降下しながら敵を斬り裂く。このとき周囲は闇に包まれ、ガルルの力を最大限に発揮させる満月が浮かぶ。

### バッシャーフォーム
マーマン族のバッシャーの力を得て変身する半魚人形態。水中戦に長けるほか、周囲に水がない環境においてもバッシャーの魔皇力によって大気中の酸素と水素を強制的に水へと変える疑似水中環境アクアフィールドを展開して有利に戦える。また驚異的な視力を活かした射撃の腕は正確無比であり、第9話ではフロッグファンガイアの銃を手から弾き飛ばすだけに留まらず、続いて放たれた無数の爆弾もすべて撃ち落した。
キバフォームの状態でバッシャーフエッスルをキバットバットIII世に吹かせると、バッシャー彫像態がキャッスルドランから射出される。キバが手にした彫像態はバッシャーマグナムに変形し、それと同時にキバの右腕と胸部が変化する。最後にキバットの目とキバの複眼が緑色になって変身完了となる。
バッシャーフォームの右腕スケイルアームは緑色の装甲バッシャースケイルで覆われている。右肩や右前腕部にある防具アーマーフィンはバッシャーのヒレが変化した物で、敵を切り裂く刃としても扱える。右の腕輪にはめ込まれた石は魔皇石（碧）へと変化しており、バッシャーの力の暴発を防ぐとともに、キバがバッシャーに取り込まれないようにする護符として働く。胸部スケイルラングには水中の酸素を取り込む機能があるため、バッシャーフォームは無限に水中で活動できる。またバッシャーのエレメントの影響によって緑に変色したキバットバットIII世のキバットスコープはエメラルドアイ、キバのオムニレンズはエメラルドレンズと呼ばれる。
- スケイルアームのデザインに際しては『大アマゾンの半魚人』が参考にされている[19]。鱗状のモールドをびっしりと施した案もあったが、実際には甲冑風にまとめられた[19]。

ツール
バッシャーマグナム
マーマン族のバッシャーがメタモルフォーゼした魔海銃。キバットバットIII世がバッシャーフエッスルを吹くことで彫像態の姿でキャッスルドランから射出され、キバが手にすると銃型に変形し、同時にキバをバッシャーフォームへと変身させる。
銃身横のアクアインテークから大気中の水素と酸素を吸入して水分に変え、銃身本体のアクアバレルで水の成分を変化させた銃弾アクアバレットとして蓄積する。アクアバレルの後ろには3枚の安定翼トルネードフィンがあり、必殺技を放つ際に竜巻を起こす。
グリップ下部のアタックボトムは最も堅牢な部位であり、打撃武器として機能する。なお、撃鉄のように見えるハンマーフィンも実は接近戦用の武器である。また、マーマン族の紋章である水しぶきを象ったマーマンの刻印がある。
エンペラーフォームがバッシャーフィーバーを発動した際には銃型でキバの手元に出現し、銃口にタツロットを接続することで強化される。
- 先行してデザインされたガルルセイバーに倣い、武器モードでは魚の頭骨のような顔のモチーフが前面に来るようにしてある。彫像態の初期案ではバッシャーが後ろ手に縛られていたが、やり過ぎという意見が出たため拘束は取りやめになり、実際の造形では胸の魔皇石から伸びる鎖が背後までつながっておらず、単に腕を後ろに回しているだけの姿勢となっている。

必殺技
バッシャー・アクアトルネード
キバットバットIII世がバッシャーマグナムに噛みついてアクティブフォースを注入するバッシャーバイトを行うことによって発動する。
周囲を闇夜に包んで、アクアフィールドから竜巻を起こして敵を拘束し、アクアバレットの自動追尾弾を放つ。

### ドッガフォーム
フランケン族のドッガの力を得て変身する豪腕戦士形態。他のフォームと比較すると腕力が突出して高く、また驚異的な防御力も備えている。ただしスピードは低下しており、また視力自体はキバフォームと同等だが動体視力に関しては劣っている。
キバフォームの状態でドッガフエッスルをキバットバットIII世に吹かせると、ドッガ彫像態がキャッスルドランから射出される。キバが手にした彫像態はドッガハンマーに変形し、それと同時にキバの両腕と胸部が変化する。最後にキバットの目とキバの複眼が紫色になって変身完了となる。
ドッガフォームの両腕グレートアームは、ドッガ同様、ルシファーメタル製の装甲によって筋肉がキバフォームの10倍に強化されている。ルシファーメタル製の手甲ライトニングシールドにはめ込まれた石は魔皇石（紫）へと変化しており、ドッガの力を増幅するとともに、キバがドッガに取り込まれないようにする護符として機能する。両肩の防具ハンマーショルダーは、体当たりの際の武器としても有効である。胸部アイアンラングはドッガの拳が変質した物で、内部にドッガハンマーから吸収した雷のエネルギーを蓄積できる。またドッガのエレメントの影響によって紫に変色したキバットバットIII世のキバットスコープはパープルアイ、キバのオムニレンズはパープルレンズと呼ばれる。
- フランケンシュタインの怪物には明確なモチーフがないため、ドッガフォームのデザインは難航したという[19]。片腕から胸の中央にかけて眺めると、ドッガハンマーに見えるように仕上げられている[19]。魔皇石（紫）がはめ込まれた手首の丸い部分の形状は、フランケンシュタインの怪物の首についているネジのイメージである[19]。

ツール
ドッガハンマー
フランケン族のドッガがメタモルフォーゼした魔鉄槌。キバットバットIII世がドッガフエッスルを吹くことにより彫像態の姿でキャッスルドランから射出され、キバが手にすると鉄槌型に変形し、同時にキバをドッガフォームへと変身させる。
拳を模したハンマーの基部アイアンベースの内部には、呼び寄せた雷を蓄電しておくためのサンダーコイルがある。指の部分サンダーフィンガーによって隠されている掌部には、真実の石と呼ばれる魔皇石を埋め込んだ目トゥルーアイがあり、露出することで魔皇力を放出して敵を麻痺させるほか、「見た」相手の弱点や記憶などを解析する力も備えている。
持ち手サンダーグリップにはドッガの紫の血液が流れるブラッドベッセルが走り、上部にはフランケン族の誇りを忘れないように雷をかたどったフランケン族の紋章のフランケンの刻印が刻まれている。
エンペラーフォームがドッガフィーバーを発動した際には、サンダーグリップの先端にタツロットが接続されてパワーが3倍に強化される。
- 「フランケンシュタインはジャケットを着ている」というイメージに基づき、造形には襟の意匠が取り入れられている。
- 当初はサンダーフィンガーが1本ずつ独立して稼動し、玩具でじゃんけん遊びができるという構想だったが、コストと安全面の都合で実現しなかった。また、タツロットの接続箇所は他の武器と重ならないようにする予定だったが、どうしても収まりの良い場所が見つからず、結局ガルルセイバーと同じグリップの先端となった。

必殺技
ドッガ・サンダースラップ
キバットバットIII世がドッガハンマーに噛みついてアクティブフォースを注入するドッガバイトを行うことによって発動する。
ハンマーの拳を開き、現れたトゥルーアイによって敵を捕捉。周囲を闇夜に包み込み、雷によって生み出した拳のオーラファントムハンドを作り出して落雷エネルギーとともに振り下ろす。破壊力は35トン。

### ドガバキフォーム
3大アームズモンスターの力を同時に融合変身させた形態で、正式名称は「ドッガ・ガルル・バッシャー・キバフォーム」。キバフォームと比較して各種能力が向上しているほか、ガルルセイバー、バッシャーマグナム、ドッガハンマーを一度に扱うことができる。ただしダークネスムーンブレイク以外の必殺技までは発動することができない。また、魔皇力の制御が困難であるため変身の維持は5分が限界であり、それを越えるとキバの鎧が破壊され、5つの命にも危険が及ぶ。
左腕は剣を扱うことに特化したガルルアーム、右腕はアクアフィールドを生成できるバッシャーアームとなっている。また胸部に最も体力のあるドッガブレストを配置することでパワーバランスを保っている。複眼オムニレンズはキバフォームと同じ外見だが、バッシャーの力を宿しているため視力が高くなっている。
- ドガバキフォームとは、4フォームチェンジする変形フィギュアを使って再現できる第5のフォームとしてデザインチーム側が提示したものが、実際に採用されたものである[19]。
- 撮影用スーツは新規製作された物ではなく、各フォームから取り外したパーツを組み合わせることで再現している[40]。

必殺技
ダークネスムーンブレイク
キバットバットIII世がウエイクアップフエッスルを吹くことで発動する。右足のヘルズゲートを解放して繰り出す蹴り技で、破壊力は30トン。
キバフォームで発動させたときと異なり、周囲を闇に包み込むことはない。

### エンペラーフォーム
魔皇竜タツロットの力で体を拘束するカテナ（鎖）を断ち切り、ファイナルウエイクアップ（究極覚醒）を遂げた、仮面ライダーキバ本来の姿。装着者の資質次第では一人で国を滅ぼすことも可能とされる。
キバフォームの状態で召喚したタツロットが左腕に止まると、各部の拘束が解かれてキバの鎧がエンペラーキバの鎧へと変化。キバットバットIII世の目が虹色になり、最後にマントが出現して変身完了となる。このように2段変身を行ってエンペラーフォームになるのが基本だが、キバットバットIII世とタツロットを同時に呼び寄せて直接変身することも可能である。
全身を覆う装甲インペリアルアーマーの材質はキバの鎧と同じルシファーメタルだが、魔皇力の全開放によって金色に変化しており、防御力は5倍になっている。とがった両肩ゴルディショルダー、膝の爪シルヴァ・ニークロー、かかとの刃ルシファーズナイフと、各部に武器が仕込まれている。キバフォームの右脚に封印されていたデモンズ・マウントは、ひとまわり大きなヘルズブレストとなって胸部に移動してきており、そこには3つの魔皇石「宙」「水」「地」が収められている。背面にはグレートワイバーンの翼を加工した真紅のマントブラッディウイングが備わっている。仮面エンペラー・ペルソナは禍々しい形相となり、額には三日月形のクレッセントティアラが輝く。
- エンペラーフォームのパーツ構成自体はキバフォームとほぼ同じで、形状は襟やアーマーが少し大きくなっている程度だが、配色が変更されているために見た目の印象は大きく異なる[42]。最も大きな変化は、キバフォームでは右足にあった赤いヘルズゲート部分が、ヘルズブレストとなって胸の中央に来ているところである[42]。なお、キバフォームの必殺技発動時には右足だけでなく両肩も開くという案があり、エンペラーフォームではそれが実現して、コウモリが逆さになった形状の刺々しいゴルディショルダーとなった[42]。
- エンペラー・ペルソナの赤い複眼の間にある鼻面の部分は、クリアカラーでこそないものの同様に赤くなっているため、遠目には両目が一体となって赤いゴーグルのようにも見える[42]。より怪物らしい外見にするため、キバフォームでは黒い凹みで表現されていた牙の部分もエンペラーフォームでは複眼の一部となっている[42]。さらに口の部分は黒く塗られ、大きく開け放たれているかのように見せている[42]。当初は『仮面ライダーアギト』のアナザーアギトのように首元にマフラーがあるというものだったが、アクション時に映えるということからステッチをより多くし、マントとなった[12]。

ツール
ザンバットソード
ファンガイアの王のために創られた、この世で最強と言われる魔皇剣。ライフエナジーに過剰に反応する命吸う魔剣で、剣自身が認める者以外が持つと暴走してしまう。
1986年時にはキングが持ち主だったが、真夜の裏切りに怒ってキャッスルドランの天守閣内の壁に投げ付けて手放し、以後22年の間隠されていた。2008年、エンペラーフォーム覚醒の影響で崩れた壁から柄が露出し、渡の手で引き抜かれた。しかし渡だけの力では剣を制御し切れず、アームズモンスター3体がライフエナジーと思念を集結させて生み出した幻影怪物ザンバットバットが仲介役となることで、ようやく扱えるようになった。なお、ザンバットバットを誕生させてもガルル、バッシャー、ドッガ自体の存在がなくなるわけではない。
ザンバットソードの刀身インペリアルブレードは巨大な魔皇石の結晶から削り出された物で、仮面ライダーキバの魔皇力をすべて吸い上げるだけの容量を有している。コウモリの翼を模した柄頭ザンハンマーは、打撃武器として扱うことも可能である。インペリアルブレードの先端とザンハンマーには、それぞれ魔皇石（紅）が埋め込まれており、剣に込められた魔皇力を増幅させる。
刀身に噛み付いているザンバットバットの4枚の翼ウイングエッジはザンバットソードの鍔を形成すると同時に、短剣としても機能する。王冠デュナミスクラウンはエネルギー伝達器官で、この部分に指を添えて力を込めることで、研磨牙シャーペンスファングによりインペリアルブレードを極限まで研ぎ澄ますことが可能となる。また、目の部分を保護しているバイザーはウエイクアップフエッスルであり、必殺技の発動に際し取り外して使う。
- エンペラーフォーム用の武器に「研ぐ」ギミックが取り入れられたのは、ヴァイオリンを弾く動作からの連想である。初期案では鞘に納めた剣を腰に下げ、抜くと同時に刀身を研いで敵を切り倒す、居合術のようなイメージだった。ところが、「トギットバット」と仮称をつけられたコウモリ型の鞘を試作したところ、刀身が長すぎて子供では抜けないことが判明。居合術の線は消えて研磨というモチーフだけが残された。
- インペリアルブレードにはコウモリが飛び交う様が描かれており、またそれまでキバのデザインが取り入れてきたゴシックを意識して、ツタが這うようなラインが走っている。さらに刃の部分には、キバの鎖に彫り込まれているのと同じ文様が刻まれている。

必殺技
多くの技が、タツロットの背面にあるインペリアルスロットを回して発動させるもので、そろった図柄に応じた技が行使される。
エンペラームーンブレイク
インペリアルスロットでキバの図柄がそろったときに発動する技。魔皇力をルシファーズナイフに込めて放つ両足蹴りで、破壊力は150トン。
エンペラーハウリングスラッシュ
インペリアルスロットでガルルの図柄がそろったときに発動する技。タツロットを接続して威力を3倍に強化したガルルセイバーの刀身が、炎となって敵を切り裂く。
エンペラーアクアトルネード
インペリアルスロットでバッシャーの図柄がそろったときに発動する技。しかし劇中でバッシャーの図柄がそろったことはないため、技の詳細は不明である。
エンペラーサンダースラップ
インペリアルスロットでドッガの図柄がそろったときに発動する技。タツロットが作り出した光弾で敵を拘束し、タツロットを接続して威力を3倍に強化したドッガハンマーで粉砕する。
ジャイアントムーンブレイク
キャッスルドランと融合し、巨大なエンペラーフォームとなって繰り出す蹴り技。
ファイナルザンバット斬
ザンバットバットから取り外したウエイクアップフエッスルをキバットバットIII世に吹かせることで発動する。
ザンバットバットをザンバットソードの切っ先までゆっくりと動かすことで刀身に魔皇力を溜め、一気に敵を切り裂く。
また、魔皇力を剣から飛ばして攻撃するパターンもある。

### 飛翔態
渡が抱く、自分の音楽でみんなを幸せにしたいという想いが高じて究極ウエイクアップを遂げた最強形態。巨大なコウモリに似たその姿は、ファンガイア族の伝承で「エンペラーバット」と呼ばれている。エンペラーバットはファンガイアと別種族のハーフのみが変身できる存在であるため忌み嫌われている一方で、実際に目撃した者がいないため伝説でしかないとも思われていた。
初登場は『劇場版 仮面ライダーキバ 魔界城の王』で、このときはレジェンドルガのロードとして覚醒した杉村隆の洗礼によって強制的に変身させられた。そのため杉村の言いなりとなって父親である紅音也に襲い掛かってしまったが、音也の愛情によって自我を取り戻すことができた。
テレビシリーズへの登場は第35話で、音也の遺したヴァイオリンブラッディローズに込められた祈りを感じながら、渡が自らの想いを込めて演奏することで変身を可能とした。なお、飛翔態への変身は渡の意思に基づくものであるため、キバットバットIII世による制御はできない。万が一飛翔態が暴走するようなことがあれば、キバットは刺し違える覚悟で自らの全魔皇力をぶつけて抑制しなければならないという。
飛翔態の翼ブラッディウイングはエンペラーフォームのマントが変化した物で、その羽ばたきは瞬間風速40メートルの突風を生む。また、翼の先端の爪ソニッククローや両足の爪ルシファークローによって切り裂き攻撃を行う。頭部のヘルズクラウンはエンペラーフォームの胸部にあったデモンズマウントが移動してきた物で、3つの魔皇石が脳髄と直結したことにより、渡の魔皇力を極限まで引き出す。鳴き声はドランフエッスルと同様の効力を持っているらしく、直接キャッスルドランを召喚することが可能である。
- エンペラーフォームの制作に際して、デザインチームは人型から獣型へと変形するフィギュアの構想を提示した[42]。通常であればこのような玩具先行のアイディアは受け入れられづらいものだが、キバの場合は主人公にモンスター形態があっても設定上はおかしくない[42]。それでも企画チーム側は半信半疑だったが、会議に提出された変形フィギュアの試作品の完成度が高かったために納得したという[42]。たとえばアメリカのトイには上下逆さまになって変形する物が多いが、そうしたギミックに対して日本人は抵抗を抱きがちであるため、エンペラーフォームから飛翔態になっても頭と足の位置は動かさないという配慮がなされていたのである[42]。こうして飛翔態は、劇場版の観客をあっと言わせる仕掛けとして採用された[42]。
- 飛翔態の初期デザインはドラゴンのような容姿だったが、「キバはコウモリのライダーだから」という指摘を受け、よりコウモリに近づけて仕上げられた[37]。ただし生物感が強くなりすぎないように、ボディに模様を施して彫像のようにも見えるようにしてある[37]。
- 撮影用スーツやプロップは存在せず、全編CGによって描写される[55]。

必殺技
ヘルズフレイム
魔皇力で生成した火炎を口から吐く。
デモンプライヤー
左右のソニッククローにより対象を挟み込んで粉砕する。
ブラッディストライク
頭部に固定された3つの魔皇石が順番に発光した後、口から金色の光線を放つ最強の技。

### 仮面ライダーキバの専用ビークル
マシンキバー
キバットバットIII世から与えられた、仮面ライダーキバ専用のモーターサイクル。別名を「真紅の鉄馬」という。キバットによれば「キバット族の工芸の匠・モトバットXVI世によって開発された最強の鉄馬」とのことだが、真相は定かではない。
アッパーカウル、ブラッディフェイスの内部に埋め込まれた馬のモンスターの脳は非常に従順であり、フエッスルの必要なく即座にキバの呼びかけに応答して駆けつける。渡の方もこのマシンを大切にしており、普段は紅邸の庭にきちんとシートを被せて駐車している。
白輝石を3個埋め込んだヘッドライト、トライアングル・アイが目の役割を果たすため、自律走行が可能。前輪の上にあるソニックウイングにより、キバと超音波で交信する。ソニックウイング先端のクローフィーラーから見えないバリア・シャドウベールを展開し、高速走行時のキバをあらゆる衝撃から防御する。
クローフィーラーには大気中に存在する自然界のエネルギーを取り込む機能もあり、そのエネルギーは燃料タンクに相当する箇所にあるブラッディコンバーターによって魔皇力へと変換され、動力装置ブラッディハートへと送り込まれる。ブラッディハートの前後のシリンダーの内部にはそれぞれ魔皇石が組み込まれており、2つの石の共鳴によって驚異的な出力を生むのである。なおブラッディハートの表面は、魔皇力の暴走を防ぐため封印の銀・トライシルバニア銀で加工されている。
またタイヤ、ドランリングは、キバのスーツと同じくガオーラ・ドランの革で作られている。
- 馬のモンスターの脳がマシンに埋め込まれているという設定は、『イナズマン』のライジンゴーのオマージュである。
- 撮影用車両のベースはホンダ・Shadow〈750〉。アメリカンタイプのオートバイは、仮面ライダーのマシンとしては珍しい。塗料はキバと同様の赤いものが用いられている。

魔像ブロン
キャッスルドランの奥深くに眠る、ファンガイア族が製作した黄金のゴーレム。ブロンフエッスルによって召喚される。
ルシファーメタルによる装飾が施された体の内部には強烈な魔皇力が宿っており、合体融合した物の性能を向上させる能力を備える。ただし、魂が宿っていないゴーレムであるため自律稼動はせず、魔皇石を通じて下される命令に従うことしかできない。
- 石ノ森章太郎が描いたモアイをデザインのモチーフとしている。

ブロンブースター
マシンキバーに魔像ブロンが合体融合して超進化した姿。2つに分離したブロンがマシンキバーの前後に合体することで完成する。
車体後部にある14基のマオーブーストエンジンによって爆発的な推進力を生み、停止状態からわずか1.2秒で400メートルを駆け抜けることができる。またエンジンの下にはウイリーホイールがあるため、推進力のあまりにフロントが持ち上がってしまっても、そのままの姿勢で安定した走行が可能である。
先端部ブレイカーホーンは堅固なルシファーメタル製で、シャドウベールを発生させてキバを保護し、突進攻撃を行う。車体前方の左右にあるナスカセンサーは全方向に対応しており、自律走行を可能とする。
- 『仮面ライダーキバ』が制作された時代には、シリーズ旧作で見られた怪人を跳ね飛ばすような描写は許されないため、また違った形で派手なバイクアクションを表現するために設定された。
- ブロンブースター自体の撮影用車両は存在せず、マシンキバーの映像素材にCGを重ねることで再現している。

### 仮面ライダーキバの協力モンスター
キャッスルドラン
竜の一族ドラン族の中でも最強を誇るグレートワイバーンが、ファンガイア族によって移動戦闘拠点として改造されて築城を施して誕生した要塞城竜。推定年齢は320歳で、人間に換算すると32歳相当となる。
長年にわたりファンガイアのキングの居城として用いられてきたが、1986年の戦いの中でキングが召喚したサバトに寄生されて凶暴化。仮面ライダーキバによってサバトは排除されたものの、直後に主であるキングが死亡したため制御を失ってしまう。このときは次狼、ラモン、力の3人のアームズモンスターがドランの体内に留まることを選んだため、彼らの働きにより沈静化し、獰猛な性格から穏やかな性格となった。
2008年では高層ビルの一部に擬態しており、常人に気づかれることなく惰眠を貪って過ごしている。キバにより召喚されると、アームズモンスターを射出して支援したり、巨大なサバトと戦闘を行う。またキバがファンガイアを倒した際には、そのライフエナジーを捕食するために自らの意思で匂いを嗅ぎ付けて現れる。また、喰らったライフエナジーはガルルたちにも均等に分け与えられる。
天守閣マスターハウスには王の間があるほか、寝室や宴の間なども設けられている。天井部分のドランマウントにシュードランやパワードイクサーを合体させることで、エネルギーを共有することができる。また体内には脱出不能の幽閉空間ドランプリズンや、過去の時空へと通じる時の扉が存在しており、ほかにも未知の空間が数多くあるという。
側面には唯一の重火器であるマジックミサイルやポッドシュートが装備されており、キャッスルドランの意思に応じて様々な効果を追加できる。
空を飛ぶ以外にも特殊な移動能力を備えており、地中から現れたこともある。さらに時空間や異次元への行き来も可能で、『劇場版 仮面ライダー電王&キバ クライマックス刑事』では時と時をつなぐ荒野に出現。仮面ライダー電王が操縦する時の列車デンライナーと仮面ライダーゼロノスのゼロライナーの屋根に乗って両列車のフリーエネルギーを吸収し、巨大な光線を放って敵の列車ネガデンライナーを撃破している。
- デザインコンセプトは、「歩く竜の牢獄」。デンライナーが仮面ライダー電王にとっての基地のような存在であったことから、基地要素を継承するとともにキャラクター性を付与したのがキャッスルドランである。当初は「クレーンゲーム遊び」をコンセプトとして玩具を売り出す予定だったが、劇中でクレーンゲームの描写があまり強調されないことが判明したため、急遽「カプセルの射出」へとギミックが変更された経緯がある。
- 撮影用プロップは存在せず、全編CGによって描写される。擬態している高層ビルは、講談社の本社ビルを素材としている。

シュードラン
ドラン族の幼生獣を塔のような形状に改造したモンスターで、偵察や爆撃機として転用される。推定年齢は80歳で、人間に換算すると8歳相当となる。キバットからは「シューちゃん」と呼ばれている。
普段は海底や森など自然の中に隠れて眠っている。幼生獣であることからフエッスルによる制御が利かず、キャッスルドランの咆吼によって召喚される。キャッスルドランの天守閣マスターハウスに合体してドランマウントを通じて血の共鳴を起こすことで、野獣本能を覚醒させ本来の獰猛な性格が目覚めて戦闘形態に移行したキャッスルドランは凶暴な表情となり、退化していたドランウイングが大型化する。
万が一キャッスルドランが落城した際はシュードランを切り離して脱出することを想定しているため、後部の塔の部分マスターハウスはキャッスルドランの物とほぼ同等の環境に整えられており、王の間も存在する。塔の前面には補助推進装置マッハプロペラがあり、プロペラで進みながら翼で羽ばたいて突風を巻き起こすドランブロウを攻撃手段とする。爆撃の際には体の下にあるポッドサイロからポッドを投下し、さらにルシファーメタルの装甲で覆われた尾部パドルテールで打ち込んで加速させる。
本来はキングと真夜の所有物であったとされる。
- クレーンゲームが玩具のコンセプトだったころは、キャッスルドランを父親とすると、シュードランは卵を産む母親として位置づけられ、両者が連動することが想定されていた。しかしコンセプトが変更となったため、シュードランのギミックはキャッスルドランが射出するカプセルを打ち返す役割を担うことになった。

### テレビシリーズ以外の作品に登場する仮面ライダーキバ
ドガバキエンペラーフォーム
『てれびくん』の特典応募DVD『仮面ライダーキバ アドベンチャーバトルDVD～キミもキバになろう～』に登場。渡ではなく、DVDの視聴者の「キミ」が変身する設定となっている。
渡、音也、名護の3人から特訓を受けることで変身可能となった姿で、キバットバットIII世もその存在を知らなかった。エンペラーフォームにガルル、バッシャー、ドッガが合体しており、ガルルセイバー、バッシャーマグナム、ドッガハンマーを任意で召喚できる。
必殺技は空中キックドガバキエンペラーブレイク。

## 仮面ライダーイクサ
素晴らしき青空の会が開発した、対ファンガイア用迎撃戦士システムで、「イクサシステム」とも呼ばれる。イクサの名は「Intercept X Attacker （未知なる脅威に対する迎撃戦士システム）」の略称である。
軍事目的に開発されたパワードスーツの設計思想を元に、ゆりの母親である茜たちが所属する人間工学研究所で対ファンガイア討伐用に回収、再設計し、開発した。嶋や素晴らしき青空の会の多岐に渡るコネクションの莫大な資産が完成までに投入され、1986年にロールアウトするものの、内部のソフトやメカが10回に渡ってバージョンアップを経て、「Ver.X」の現在に至る。
変身者は主に青空の会メンバーが務め、1986年では紅音也が装着することが多かった。2008年では名護啓介が主に使用している。その他の劇中でイクサに変身した人物は次狼、麻生ゆり、麻生恵、襟立健吾、ルーク、糸矢僚である。
変身に際しては、まずイクサベルトを腰に巻き、イクサナックルのマルチエレクトロターミナルを掌に押し当てる。その後イクサナックルをイクサベルトに差し込むと、「フィストオン」という電子音声とともにスーツが出現し、それを装着することで変身完了となる。なお、健吾だけはイクサナックルを靴に当てる異色の動作で変身していた。
全身の白い装甲イクサアーマーはダイヤモンドに匹敵する硬度8.522の超合金イクサプラチナで造られている。インナーのブラックアーマースーツは最強の合成繊維といわれる強化繊維カーボテックリネン製である。胸部の動力ユニットソルミラーは、内部にある次世代型電力駆動エンジンイクサエンジンで蓄積した電力を数百倍に高める。両肩に設けられた黄色のランプソルフラッシャーが放つ光は300万カンデラにおよび、光に弱いとされるファンガイアに対して強力な武器となる。各所に配置されている、円が3つ組み合わさった三角形のパーツはデルタアースと呼ばれ、過剰な電流を空中に放電して負担を軽減する機能がある。
- 音也の変身ポーズは、仮面ライダー1号をイメージしたものとなっている[79]。
- 『仮面ライダーキバ』の1号ライダー「キバ」がファンタジックで生物的なデザインであったため、2号ライダーは人間が科学力で作り上げた存在に決まり、キバの「闇」に対する「光」となるような、白い聖職者のイメージが求められた[73]。ただし科学といっても、当初は「中世からモンスターを退治してきた錬金術師的なヴァンパイアハンター」という構想に基づき、レトロな技術を用いるオカルティックな戦士が考えられていた[73]。そのため初期デザインでは呪いや髑髏のモチーフが盛り込まれていたのだが、子供たちが怖がらないように恐ろしげな意匠をひとつひとつ排除していった結果、オカルト要素は何ひとつ残らなくなってしまった[73]。唯一初期から継承されたのは、キバのコウモリの翼に相対する「羽根」のモチーフである[73]。
- 吸血鬼との対決を描くことから十字架というモチーフとなったが、宗教色は出せないため、十字架ではあるが十字架には見えないものであり、ライダーっぽさとして変形要素が採り入れられた[12]。当初は黒いプロトタイプにする案もあったが、クロスシールドの開閉によって違いを表現し、22年の時を経て初めて未完成だったマスクが開くという進化感を演出するものとなったが、登場順が逆となり、現代編で初登場となってしまった[12]。
- また、『仮面ライダーカブト』の「下からせり上がってくる角」や『仮面ライダー電王』の「顔の上のレールを移動する電仮面」と、従来作で顔面に関連するギミックが続いたことから、本作品でもライダーのマスクに仕掛けを施すことになったのだが、キバのマスクに変形要素はないため、その役割は2号ライダーに回ってきた[73]。キバがウエイクアップで右脚を開くように、2号ライダー「イクサ」は顔面のシャッターが開閉して2つのモードを移行するようになったのである[73]。
- 胸部のソルミラーは、「ヴァンパイアは鏡に映らない」という伝承にちなんでデザインされた[72]。また全身のデルタアースは、もともと紫外線を照射するライトのイメージだった[72]。なおデザイン時の色の塗り間違いで、白を基本とするはずの指のうち人差し指と中指だけが黒くなっているが、「引き金を引かねばならない穢れた指」という意味を込めて、そのまま採用された[72]。

モード
セーブモード
仮面ライダーイクサの第1形態。頭部の精密機器を保護するクロスシールドは閉じており、顔面を覆っている。稼動に際して消費する電力はバーストモード時の約60パーセントであり、エネルギーの急激な流入によるスーツの自壊を防ぐ。
主にイクサシステムが稼動を開始した1986年において活動しており、「プロトイクサ」とも呼ばれた。最初期のバージョンは不完全なシステムであったため装着者の肉体に著しい負担をかける欠点があり、屈強なウルフェン族の次狼ですら入院してしまうほどだった。しかし麻生ゆりはこの欠点を逆手に取り、わざとルークにイクサを奪わせることで、変身に伴う大ダメージを与えることに成功した。
バーストモード
仮面ライダーイクサの第2形態。1986年から10回のアップデートを重ねることで、2008年に使用可能となった。
イクサの開発思想を完全に実現した形態であり、セーブモード時よりも高い戦闘能力を発揮するが、エネルギーの消費が大きく、装着者や内部コンピュータへの負担はゼロにできておらず、30分以上の連続使用は命の危険を伴う。
変身に際しては、いったんセーブモード状態のスーツを装着する。それからクロスシールドを開放して赤い複眼ハンティング・グラスを露出させ、最後に赤いオーラを放って変身完了となる。なお2008年の時点では任意のタイミングでモードを切り替えられるようになっているが、いずれの変身者もスーツを装着すると即座にバーストモードとなることが多かった。

ツール
イクサナックル
仮面ライダーイクサへの変身に用いられるジェネレーター発動キー。マルチエレクトロターミナルに触れた対象がイクサシステムに適合するか否かを解析し、適合と判断した場合はスーツを装着させる。
装着者の体調やスーツの状態を常に把握しており、戦闘時にアドバイスを行う非人間型サポートロボットでもある。
さらに近接格闘用の電磁ナックルウエポンとしても使用可能であり、特に1986年においてはイクサ唯一の武器であった。情報解析用のカメラアナライズアイからは衝撃波を放つことができ、変身前にも使用された。
1986年から2008年に至るまでバージョンアップが繰り返されており、外見こそ当初から変化がないものの、中身はまったくの別物になっている。内部スペックは以下の通り。
|              | 1986年仕様        | 2008年仕様 バージョンX      | バージョンXI |
| ------------ | ----------------- | --------------------------- | ------------ |
| 内蔵HDD      | 50GB              | 20TB                        | 非公開       |
| 内蔵メモリ   | 10MB              | 80GB                        | 非公開       |
| OS           | IXA-OS-PLT-01     | IXA-OS-10.2                 | 非公開       |
| マザーボード | IXAS-00086        | IXA-080127                  | 非公開       |
| CPU          | 80 MHz/HI-BRAIN-X | 7 GHz/MACH-BRAIN-RX-IV DUAL | 非公開       |
- 仮面ライダーキバがキックを強く打ち出したキャラクターだったため、イクサはパンチに着目することになり、ナックル系の武器を使用することは当初から決まっていた。両手に2つのナックルを装備する案もあったのだが、それではフエッスルを持てなくなってしまうため、ナックルは1個に絞られた。
- また構想段階では、ナックルに人工知能を搭載してしゃべるようにすることが検討されていたが、生きているキバットのキャラクター性にはとても勝てないために廃案となり、実際の劇中では武器としての側面が強調されている。
- イクサナックルが発する電子音声は合成ではなく、声優の声を機械音のように加工した物である。劇中では1986年と2008年で若干音声が異なり、1986年版のほうが音が低めになっている。この要素は放送当時の玩具では再現されなかったが、後に発売されたCSM版にて再現された。

イクサフエッスル
イクサベルトの両サイドには、仮面ライダーキバと同様に各種のフエッスルが装備されている。これらはキバの力を嶋が分析してイクサに転用したものである。
なかでも3つのフェイクフエッスルは、キバが持つオリジナルのフエッスルを模倣した物であり、本物と同様の周波数を出す。
ナックルフエッスル
右腰にある、ブロウクン・ファングを発動するための銀色のフエッスル。
1986年に装備されていたのは、このフエッスルのみである。
- 造形は羽根飾りがモチーフ。

カリバーフエッスル
右腰にある、イクサ・ジャッジメントを発動するための金色のフエッスル。
- 先端の造形はイクサナックルの顔のように見える部分、側面はビスがモチーフである。

パワードフエッスル
右腰にある、パワードイクサーを召喚するための白いフエッスル。
- 側面の造形はギアの噛み合わせがモチーフである。

ガルルフェイクフエッスル
左腰にある、ガルルセイバーを召喚するための青いフエッスル。
劇中ではキバが召喚したガルルセイバーを奪い取るのに使われた。
バッシャーフェイクフエッスル
左腰にある、バッシャーマグナムを召喚するための緑のフエッスル。
ドッガフェイクフエッスル
左腰にある、ドッガハンマーを召喚するための紫のフエッスル。
イクサカリバー
イクサ専用の万能武器。2形態に変化することで遠距離から近距離までの戦闘に対応できる汎用性の高さが特徴で、仮面ライダーライジングイクサに強化変身した後も、新たに追加されたイクサライザーと併用された。
ガンモード
銃形態。ファンガイアが苦手とする純銀物質を含んだエネルギー弾シルバーバレットを、秒間30発連射できる。
グリップ下に伸びるエネルギーマガジンには、ひとつにつきシルバーバレット120発を生成できるエネルギーバレットを、最大20ブロックまで装填できる。1ブロック分のエネルギーを撃ち終えると、エネルギーは下のバレットから上のバレットへと自動で転移装填される。ただしすべてのエネルギーを撃ち尽くしてしまうと、20ブロックをまとめて全部交換しなくてはならない。
カリバーモード
剣形態。グリップ内に収納されたエネルギーバレットから、鍔元のエナジーコアが流動エネルギーを取り込んで増幅し、刀身を走るエナジーラインに沿って先端まで送り込む。
持ち手に近い銀の刃ミラーブレードは、秒間3万回の高速振動を起こして切れ味を鋭くする。切っ先の赤い長剣ブラッディエッジは特殊金属ブラッディメタル製で、ファンガイアの表皮に化学反応を起こして溶解させると同時に、エネルギーを吸収して弱らせる。

必殺技
ブロウクン・ファング
イクサベルトにナックルフエッスルを読み込ませることで発動する。イクサナックルに瞬間電圧5億ボルトのエネルギーを一点集中させ、相手を殴って粉砕する。
イクサ・ジャッジメント
イクサベルトにカリバーフエッスルを読み込ませることで発動する。イクサカリバー カリバーモードの剣先に光のエネルギーを集中させ、敵を一刀両断にする。
発動時には胸のソルミラーに太陽の紋章が浮かびあがり、弱いファンガイアならばその光だけで灰に変えてしまうという。

### 仮面ライダーライジングイクサ
仮面ライダーイクサの強化完全形態。構想自体はイクサの開発当初からあったが、2008年のスーツの全面改修に伴い「IXA-OS-11.0-RISING」が組み込まれたことで変身可能となった。劇中での変身者は、名護啓介と襟立健吾の2名。
仮面ライダーイクサ バーストモードの状態で、イクサメットの口部から取り外したイクサライザーのキーを「1→9→3」の順に押し、「ライジング」の電子音声に続けて通話ボタンを押すと、胸部のソルミラーが展開。さらに各部の装甲が弾け飛び、イクサメットが変形して変身が完了する。ただし第40話での名護は「イクサ爆現」とつぶやきつつイクサナックルをセットしてバーストモードに変身した後、イクサライザーの操作を省いてライジングイクサになっている。また第48話では、バーストモードを経ずに直接ライジングイクサとなった。
バーストモードでは抑制されていたイクサエンジンの出力が全開となったことで、格闘能力が向上したほかに防御力も30パーセント高くなっている。またイクサナックルの改修により、活動時間の制限はなくなった。
インナースーツはカーボテックリネンに熱反射素材プラチナムラバーをコーティングした白いプラチナアーマースーツに変化。各部の装甲は、イクサプラチナに超硬物質ガーディアンコバルトをコーティングしたライジングアーマーへと強化されている。なお、ガーディアンコバルトは本来無色であるが、電気信号によって青く変色している。胸部にはイクサエンジンの中枢部である赤いコロナコアが露出しており、その周辺の装甲はオープンアーマーと呼ばれ、放熱のために開放されている。額から伸びる角ライジングホーンはバリアフィールドを展開して頭部を保護する機能がある。
- 仮面ライダーイクサは、強化形態でよく使われる白・金・青といった色を最初から用いているため、それを上回るという設定のライジングイクサは過剰なまでのディテールを盛り込んだデザインとなった[90]。

ツール
イクサライザー
仮面ライダーライジングイクサへ強化変身するための携帯電話型ツールであり、普段は折りたたんだ状態でイクサメットの口部に装着されている。
グリップ部にライザーフエッスルを差し込むことで、セーフティーロックが外れてガンモードとなる。付属するマスカーパックには光弾3,500発分のエネルギーが蓄積されており、引き金アナログトリガーの操作加減によって光弾の出力を調整しながら射撃を行う。
銃身には各種機能を発動させるための「ブラストコマンド」入力用キーが並んだコーリングコンソールがあり、「0→トリガーPULL」で火炎を放射するコロナフレイムモード、「2→トリガーPULL」で氷結ガスを噴射するライズブリザードモード、「4→トリガーPULL」でレーザーネットモードとなるが、いずれも劇中未使用。
また「5678→トリガーPULL」のブラストコマンドではスカウターモードが発動し、銃身が左に90度折れ曲がってスカウティングディスプレイに敵の情報が表示されるようになるが、こちらも劇中未使用である。
- イクサはメカニックライダーであるため、強化アイテムが魔法のように出現するのではなく、もともと付属していた物で構成されることが求められた。当初は角部分がはずれて武器になることが考えられていたが、口元にパーフェクターを取り付けて変身する『仮面ライダーX』の逆で、口の部分が取れて携帯電話に変わるという案に決着した。

必殺技
イクサ・ジャッジメント
バーストモードから引き続き使用される必殺技。イクサカリバーにエネルギーを集約して敵を切り裂く。
ファイナルライジングブラスト
イクサライザーのグリップから取り外したライザーフエッスルをフエッスルリーダーに読み込ませることで発動する。
イクサエンジンが生成したエネルギーをイクサライザーへと集中させ、強力なエネルギー弾を発射する。その威力は通常の光弾の約10倍に達するが、それだけにエネルギー消費も激しく、イクサライザーのマスカーパックがフル充填されていても3発撃つのが限界である。

### 仮面ライダーイクサの専用ビークル
イクサリオン
素晴らしき青空の会が製作したハイパーモーターサイクルで、別名「戦獅子」。仮面ライダーキバのマシンキバーを上回るパワーを持ち、高出力の次世代エンジンを搭載しているため、イクサ装着者以外は10分の1の性能しか引き出せないため、イクサの装着者に選ばれた高い身体能力を持つ者でなければ、性能の1割も引き出すことができない。
新開発の合成燃料スーパーニトロメタンを燃料とする次世代エンジンガーディアンエンジン・タイプブルースカイを搭載。走行速度が時速500キロメートルを越えると、車体後部のサブエンジンハイパーEXPチャージャーIIIに点火してさらなる加速を可能とする。
外装はイクサプラチナを主原料としており、理論上は戦車の砲撃にも耐えうる。両輪は世界最高峰のタイヤメーカーであるルシュランによってイクサリオン専用に作られたルシュランタイヤ・パイロットスターSS。
車体前部と前輪両脇には用途によってカートリッジを換装し、熱源探知型のホーミング弾やレールガンを使い分けられるマルチガンポッドが装備されているが、劇中未使用。
- 撮影用車両のベースは、ホンダCBR1000RR。『仮面ライダーカブト』に登場したマシンゼクトロンを改造したもので、アッパーカウルをベース車のものに戻し、精悍なイメージでリデザインされている。サイドカウルのラインは、「素晴らしき青空の会」のマークである翼、アッパーカウルはイクサの閉じ面をイメージしている。塗料はマシンキバー同様、イクサの青と同様のものが用いられている。

鉄甲機獣 パワードイクサー
対巨大ファンガイア戦を想定して「素晴らしき青空の会」が開発した対ファンガイア迎撃システムの戦闘用ビークル。基本設計者は麻生茜であり、彼女の死によって開発が一時期凍結されていたが1998年から開発を再開、2008年に完成した。
コックピット左側のパワードコンソールにイクサナックルを差し込むことで起動し、そのままイクサナックルを操縦桿として動かす。
仮面ライダーイクサと同じイクサエンジンと次世代型ガスタービンエンジンを組み合わせたハイパーパワーエンジン〈ティラノ〉を2基搭載。4基のARGホイールによって360度の全方向に移動可能である。前方のホイール2基には、イクサプラチナのムク材で造られた攻撃爪ダイノクローが備わっている。
機体中央から伸びるパワードアームザウルクラッシャーは、イクサプラチナを取り込んだ厚さ520ミリメートルの積層装甲板からできており、毎秒1,200万回の高周波振動を繰り返す粒子を放つことで挟み込んだ相手を寸断するほか、卵をつかむような繊細な作業までこなす。また、アームの間接部に左右8基設けられたパワードサーボモーターの働きにより、理論上は25,000トンまでの重量を持ち上げることが可能とされる。
機体後部のテールカーゴには、液体爆薬やナパーム弾薬などを封入したイクサポッドを2個搭載でき、ザウルクラッシャーによって5キロメートル先の目標まで投擲を行う。なお、空のポッドは捕らえた敵を閉じ込めておくといった使い方も可能である。
パトカーや消防車などと同様の特別緊急車両として超法規的に認められているため、機体の左右には周囲に警戒を促す赤色灯スクランブルシグナルがある。
劇中では主にファンガイア族のオーラが集合したサバトとの戦いで活躍しており、第16話ではキャッスルドランを邪魔者扱いして投げ飛ばした後に、イクサポッドによる爆撃でサバトを倒した。第20話では逆にキャッスルドランに投げられてしまうが、これはドランがパワードイクサーを背中に乗せるために行ったことであり、両者はそのまま連携してサバトを撃破している。
- デザインコンセプトは、キャッスルドランに対抗する存在として、城をも壊す重機をモチーフとしている。実在の重機にクラッシャー部分を顔に見立てて眼を描いている物があるため、パワードイクサーもザウルクラッシャーを恐竜の顔の骨のような造形にしている。
- 全編CGによって描写されるが、コックピット部分のみ撮影用セットが組まれた。

## 仮面ライダーサガ
2008年におけるファンガイアの王（キング）である登太牙が、ヘビの力を宿した人工生命体サガークの力を借りて、太古の鎧サガの鎧をまとった姿。その力は、キングの使命である「人類の進化に寄与する者の排除」と、同族の謀反者の処刑に用いられる。
変身に際しては、魔皇力の高まりに呼応して太牙の顔にステンドグラス状の模様が浮かぶ。この点は仮面ライダーキバと同様だが、キバの場合は模様出現のタイミングが一定であるのに対し、サガの場合はサガークの力を借りた後に模様が現れることが基本であるものの、ときにはサガークを手にする前に模様が浮かぶことがあった。これは、太牙が魔皇力を使いこなす才能に恵まれているためと思われる。
サガの頭には、魔皇力を増幅させる魔石ファングストーンで作られた王冠キングスクラウンがあり、この鎧がキング専用であることを示している。額の中央にはめこまれた魔皇石（紅）は最初に発見された魔皇石で、「禁断の実」と呼ばれる。その周りを取り囲むエターナルグラスはファンガイアの体組織に酷似したステンドグラス状のパワーグラスで、装着者の生命が危機に陥ったときは蓄えていた魔皇力を放出して助ける機能がある。仮面サガ・ペルソナに設けられた複眼ダークレンズの色は青い。
インナースーツドランメイルは黒龍ガオーラ・ドランの表皮で作られており、手足を取り巻く鎖デュナミスカテナは装着者の力を抑制するのではなく運動能力を数倍に高める。肩のバロッキングアーマーなど随所にファングストーン製の装甲をまとっているが、襟状の防具バイパーカラーは内側にルシファーゴールドを蒸着したルシファーメタル製で、不可視のバリアー、シャドウベールを展開して上半身を保護している。胸部のステンドグラス型防具エターナルラングの機能は、頭部のエターナルグラスに同じ。その中央に位置する漆黒の魔皇石は、歴代キングが受け継いできた最も貴重な魔皇石とされ、これ1つで仮面ライダーキバ エンペラーフォームの胸部にある3つの魔皇石の力に匹敵するという。
「運命の鎧」の異名を持つサガの鎧は、ナイトとポーンによって造り出されたキングのための鎧の中で最も古く、15世紀ごろファンガイアが他種族への侵攻を始めた際に用いられたものである。ゴブリン族との死闘に臨んだ初代キングは、この鎧をまとってファンガイア軍を率い、相手を根絶したと伝えられている。
- 『仮面ライダーキバ』の3号ライダーの制作にあたっては、吸血鬼や狼男といった「モンスター軍団」を凌駕できるような強いモチーフが求められ、すべてのミステリーの源流ともいえる「宇宙」がコンセプトに取り上げられた[48]。そして本作品がテーマのひとつとしている「音楽」と「宇宙」との組み合わせで「円盤」というモチーフが連想され、ディスクジョッキーがターンテーブルの盤面をスクラッチするようなギミックの変身ベルトが考案された[48]。こうして円盤状の生物「サガーク」がデザインされたが、東映側はしゃべるキャラクターとすることを拒否した[48]。作品内のキャラクター要素をキバットに集中させるためと、同時期に放映されていた『炎神戦隊ゴーオンジャー』で「炎神」というキャラクターが大勢しゃべっていたので、差別化を必要としたためである[48]。
- サガークに日本語をしゃべらせないように東映から求められたうえ、当初のコンセプトであった「宇宙」も作品にそぐわないことが判明したため、デザインチームは軌道修正を図った[48]。円盤型のバックルをヘビの頭に見立て、それに取り付けるベルト部分をヘビの胴体や尻尾とするギミックを発案したのである[48]。ところがこのギミックは、安全面とコストの双方の問題で玩具化が不可能であったため、実現はしなかった[48]。結局サガークは、「古代語をしゃべる謎の浮遊生命体」という奇抜なキャラクターとなった[48]。
- 変身ベルトのデザインが迷走した一方で、3号ライダー本体のデザインはスムーズに進行した[48]。1号ライダー「キバ」が人間とファンガイアのハーフ、2号ライダー「イクサ」が人間なのだから、3号ライダーがファンガイアとなることは自然な流れであった[48]。阿部統はヨーロッパ出張のついでに宮殿や教会などの古い建築物を見学してきており、そこへサガークからは「ヘビ」、ファンガイア怪人からは「ステンドグラス」の要素をもらい受ける形でデザインを手がけた[48]。仮面ライダーサガのバロッキングアーマーなどに三角形の意匠が見られるのはヨーロッパ建築の屋根の形状をイメージしたためで、キングスクラウンの造形も同様のコンセプトに基づいており、本来は王冠を表現したわけではなかった[48]。デュナミスカテナはヘビの骨がモチーフ[48]。ダークレンズはファンガイアの吸命牙を意識した形状になっている[103]。耳の部分がS字状になっているのは、Snake （ヘビ）の頭文字である[103]。

ツール

サガーク
ファンガイア族に伝わる「命宿すゴーレム」の生成法に則って作られた人工生命体。ファンガイアの王を守護するという使命に従い、2008年では太牙に仕えている。太牙とは古代ファンガイア語で会話したり、頭部の円盤マンダテーブルに触れてもらうことで意思の疎通を図っている。
両脇にある8本の足シルヴァテンタクルで取り付いた相手がファンガイアの王であることを認識すると、収納されていたホールディングベルトを展開して腰に巻きつき、太牙の魔皇力を極限まで呼び覚まして仮面ライダーサガへと変身させる。
赤い両目サガークアイは高さ1,000メートルの上空から地面のアリを視認できるほど視力に優れ、超音波を発する金色の牙サガークジョーは厚さ1メートルの鉄板をも切り裂く。眉間には魔皇石（蒼）があり、サガの力をコントロールする役目を担っている。
マンダテーブルはコミュニケーション器官であるほか、活動エネルギーを作り出す生体エンジンであり、また変身時に高速回転することで余剰となった魔皇力を分散してサガを安定させるエネルギースタビライザーでもある。
- 頭部の形状はターバンをイメージしてデザインされており、マンダテーブル表面の模様はヘビがヘビを食べている様子を描いている。

ジャコーダー
リコーダー型武器。サガークの側面にあるジャコーダースロットに差し込むことで、サガへの変身の意思を伝えるキーとしても機能する。
本体から伸びるエネルギーロッドバイパートングは形状記憶合金ブラッディアイアンでできており、サガの意思に呼応して剣状のジャコーダーロッドと鞭状のジャコーダービュートの2通りに変形する。また近接戦闘では、ルシファーメタル製の柄コブラハンマーを殴打に用いることも可能である。
元々は魔皇力を覚醒させる機能も備わっていたが、武器に増幅機能を持たせると不用意に暴発する危険性があったため、別途ウエイクアップフエッスルが作られることとなった。
- デザインはヘビ使いの笛をイメージしており、コブラ型のディテールも入っている。またジャコーダービュートがキャッスルドランを操る鞭となる構想があり、ドランが古代遺跡のようにも見えることから、ジャコーダーも遺跡の石材のような意匠になっている。

ウエイクアップフエッスル
サガが唯一持つ、スネーキングデスブレイクを発動させる白いフエッスル。最初期に作られた試作型のフエッスルで、すべてのフエッスルの祖というべき存在。
- ジャコーダー同様、このフエッスルにもコブラの造形が施されている。

必殺技
スネーキングデスブレイク
サガークが「ウエイクアップ」のコールとともにウエイクアップフエッスルを吹くことで発動。周囲を闇夜に包み込み、宙に浮かんだ紋章をくぐり抜けて相手をジャコーダービュートで吊るし、魔皇力を送り込んで粉砕する。相手を宙吊りにせず、そのまま魔皇力を送り込むパターンも存在する。破壊力は40トン。

使役モンスター

ククルカン
羽根を持つ大蛇のモンスター。元々はファンガイアがキングの眷属とするために捕獲したものとされ、幼少時から太牙のもとで常に使役されてきたため、召喚に際してはフエッスルを必要とせず、指笛だけで呼び寄せることができる。
背中にある6枚の羽根で空中を飛び回るほか、地中に潜ることもできる。頭部のクラウンからは青いエネルギー光弾を放って敵を攻撃する。
種族は不明だが、マヤ神話の蛇神ククルカンが竜神とも見なされることから、ドラン族との関連も推測できる。
テレビシリーズ第35話に登場し、紅渡 / 仮面ライダーキバの力を試そうとした太牙の意を受けて召喚される。一度はキバを変身解除に追い込んで渡を気絶させるが、キバットバットIII世に撹乱されている間に渡が復活。キバ 飛翔態と空中戦を繰り広げ、尻尾で巻きついて追い詰めるものの、体の一部を破壊されて脱出を許し、最期はブラッディストライクを受けて爆発した。
- サガの眷属のため、サガークの顔を持ってきて羽が付いたヘビのようにしている。背面のディテールは少し六柱のサバトに近付けている。

マザーサガーク
サガの巨大な眷属のメカモンスターの1体。口から放つ破壊光線と、底部から伸びる触手サガークテンタクルを武器とする。
また、内部には1,000体もの量産型サガークを搭載している。これらはサガの鎧の制御を目的とするサガークとは成り立ちそのものから異なり、形状こそ似ているものの体ははるかに大きく、機能は戦闘に特化している。
テレビシリーズ第41話に登場し、ファンガイアに属そうとしない渡を力ずくで屈服させようとした太牙の意を受けて召喚される。量産型サガークを差し向けて波状攻撃を行うが、キバ エンペラーフォームのザンバットソードにより全滅させられたため、自ら戦いに臨むこととなる。最期は宙に飛んだキバのファイナルザンバット斬を受けて爆発した。

## 仮面ライダーダークキバ
ファンガイアの王のために作り出されたダークキバの鎧を、キバットバットII世の力を借りてキングがまとった姿。「闇のキバ」とも呼ばれるダークキバの鎧は、サガの鎧よりも強大な力を求めたファンガイア族が技術の粋を凝らした物で、当時レジェンドルガ族との戦いで劣勢に追い込まれていたファンガイア軍はこの鎧の完成によって一気に戦局をひっくり返すことができたという。このときの装着者は1986年のキングと同一人物で、以後も他種族を相手にその猛威を振るい、1986年においてはガルル、ドッガ、バッシャーを封印している。
しかし、紅音也と親密になった真夜からクイーンの力を剥奪したキングの酷薄さに、キバットバットII世が疑問を覚えて離反し、鎧を音也に与えてしまう。音也は3度にわたってダークキバの鎧を装着してキングに挑んだが、本来ならばファンガイアの王にしか扱えない鎧を人間の身でまとった代償は大きく、ついに命を落とすことになった。その後、鎧はしばらく真夜の手中にあったが、2008年に登太牙が真夜から強奪し、太牙が味わってきた苦しみを認めたキバットバットII世が変身能力を授けた。
ダークキバへの変身に際しては、魔皇力の制御に長けたキバット族のキバットバットII世による助力が必須となる。キバットバットII世がアクティブファングを変身者の手に突き立ててアクティブフォースを注入すると、噛みつかれた者の魔皇力が活性化し、顔にステンドグラス状の模様が浮かぶ。そして腰に出現したベルトのバックル部にキバットバットII世が収まるとともに鎧が装着され、変身が完了する。なお、普通の人間であればキバットバットII世に噛みつかれた時点で即死するため、それを3度も耐えた音也は並外れた体力と精神力の持ち主であったことがわかる。
ダークキバの頭部にはパワー安定翼ゼノンスタビライザーがあり、魔皇力を拡散して脳への負担を軽減している。インナースーツサタンメイルは1,200歳に達したガオーラ・ドランの革から作られており、防御力は仮面ライダーキバのドランメイルよりも3倍高い。全身の装甲ブラッディアーマーは、二度と精製できないとまで言われる奇跡の金属ブラッディストーンでできており、要所に抑制剤ダークネスタールを塗布した帯スタビライズシャドーを設けることで、鎧自体に備わった強大な魔皇力の冷却を図っている。同じくダークネスタールが塗られた胸のダークネスブレストには、エンペラーキバの鎧と同様の魔皇石「宙」「水」「地」が埋め込まれているが、石の純度はこちらのほうが上回っている。背面のマントダークネスベールはあらゆる物理兵器の攻撃を無効化するほか、振るうことで闇の刃を放つこともできる。
- 『仮面ライダーキバ』終盤の展開についてスタッフ間で議論が交わされていたころ、音也が最終的に命を落とすことになる原因が必要になり、「人間が着てはならない鎧」であるダークキバが設定された[47]。作中での最終ボス的な扱いとするため、主人公と対峙したときに見劣りしないよう、デザインはキバ エンペラーフォームのバリエーションとなった[47]。主人公仮面ライダーのカラーバリエーションは『仮面ライダー龍騎』の仮面ライダーリュウガ以来たびたび登場してきたが、基本フォームではなく強化フォームのカラーバリエーションはこのダークキバが初である[47]。全身の赤黒い彩色は、多くの種族や邪魔者を葬ってきて血に染まったキバをイメージしており、単なる色替えにならないように腰の横も赤くしてエンペラーフォームと差別化している[47]。また、赤い体の中で映えるように、複眼は青緑のような微妙な色使いになっている[47]。
- ボディの構造はエンペラーフォームとほぼ同一であるため飛翔態もデザインされたが[117]、設定上はファンガイアと他種族のハーフでなければ飛翔態には変身できないので[52]、登場はしていない。

フエッスル
ダークキバはベルト左右のホルダーにフエッスルを3本ずつ携帯している。
各フエッスルの形状は仮面ライダーキバの物と同一だが、本体が金色になっており、それぞれの意匠のカラーリングも若干異なっている。
ウエイクアップフエッスル
右腰にある、必殺技を発動する黒のフエッスル。
ドランフエッスル
右腰にある、キャッスルドランを召喚する白のフエッスル。劇中では未使用。
ブロンフエッスル
右腰にある、ブロンを召喚する茶色のフエッスル。劇中では未使用。
- デザイン画には「無数のブロンミサイルを発射する」と書かれている。

シールドッガフエッスル
左腰にある、他種族封印用の紫のフエッスル。
シールバッシャーフエッスル
左腰にある、他種族封印用の緑のフエッスル。
シールガルルフエッスル
左腰にある、他種族封印用の青のフエッスル。
かつての戦いでは対レジェンドルガ用のシールフエッスルが携行されており、その力で仮面ライダーアークを封印したという。

必殺技
キバットバットII世がウエイクアップフエッスルを吹く回数によって別種の技を発動する。
ダークネスヘルクラッシュ
「ウエイクアップ1」で発動する。全身の魔皇力を腕に集中させて衝撃波を放つパンチを繰り出す。破壊力は65トン。
キングスバーストエンド
「ウエイクアップ2」で発動する。全身の魔皇力を脚先に集中させてキックを繰り出す。破壊力は180トン。
キングスワールドエンド
「ウエイクアップ3」で発動する。全身の魔皇力を体の中心に集中させて繰り出す捨て身の技。劇中未使用。
対レジェンドルガ戦でキングが使用したときは、ほぼすべてのレジェンドルガを死滅させたものの、同時に多くのファンガイアの同胞を巻き添えにしたうえで戦場を灰に変えてしまった。ダークキバの鎧を作ったナイトとポーンはこの結果に恐怖し、ウエイクアップ3を封印して、安全に運用できる「黄金のキバの鎧」の開発に取り掛かることになった。
『仮面ライダーガッチャード』第33話で劇中初使用された。
スネーキングデスブレイク
太牙が変身した最終話で使用。ジャコーダーで敵を吊り上げ、魔皇力を送り込んで撃破する。
結界
キバの紋章を出現させて敵を磔にする。

## テレビシリーズ以外の作品に登場する仮面ライダー
仮面ライダーアーク
レジェンドルガ族のロードが巨大な鎧をまとった姿。
詳細は劇場版 仮面ライダーキバ 魔界城の王#仮面ライダーアークを参照。
仮面ライダーレイ
対ファンガイア組織「3WA」が開発した、人造仮面ライダーシステム。
詳細は劇場版 仮面ライダーキバ 魔界城の王#仮面ライダーレイを参照。